# Rafael Alberto López Patiño
Rafael Alberto López Patiño (Antofagasta, 8 de abril de 1897- m. 1997) fue un precursor artista gráfico que formó parte de una generación que modernizó el arte gráfico en Chile. Participó de una extensa variedad de proyectos editoriales e ilustró muchas de las principales publicaciones chilenas a lo largo de su vida. En los inicios de su carrera obtuvo un importante premio internacional, una medalla por el trabajo que expuso en el Pabellón Chileno de la Exposición Iberoamericana de Sevilla en 1929. el

## Los inicios en La Ilustración (Antofagasta)
Los inicios de Rafael Alberto -como le gustaba firmar- se desarrollaron en la década del veinte, en el contexto del auge salitrero que experimentaba la ciudad de Antofagasta, donde trabajó para el semanario La Ilustración, publicado desde 1923 a 1925, dirigido por el periodista León Pezzutti. La revista utilizaba abundantes imágenes, desde fotografías a ilustraciones. El investigador Pedro Álvarez Casseli la destacó por ser una manifestación del art déco producido en el ámbito regional del país:

"Algunas propuestas dignas de mencionar surgieron en provincias: en Concepción, Atenea y Concepción Magazine, y en Antofagasta, La Ilustración, publicada en 1923, que contaba con buenos dibujos, información gráfica clara y un personaje de historieta: Las Aventuras de Cachiporra, ambientadas en la pampa salitrera. (...)"

La Ilustración congregó a una serie de profesionales que desarrollaban exitosas trayectorias profesionales en el ámbito de la producción editorial. Entre ellos, estaban los artistas e ilustradores Silvestre Cortés, Cayetano Gutiérrez (Zayde), Nicolás González Paredes y Rafael Alberto López Patiño.
En La Ilustración hizo ilustraciones para portadas y registros de la vida antofagastina, en croquis que luego eran publicadas en las páginas centrales del semanario. Por ejemplo, en febrero de 1925 hizo la ilustración de la señorita Violeta Urizar, reina de los Juegos Florales de Antofagasta, para la portada del semanario.
En octubre de 1924 los periodistas de La Ilustración se referían al ilustrador:

"(…) Observador profundo y enamorado de las infinitas manifestaciones hermosas que nos depara la vida, ya sea cuando nos deleitamos viendo pasar una muchachita de rostro angelical o cuando sentimos las nostalgias del mar en las noches de luna en que las aguas plateadas nos invitan a arrullarnos en su blando regazo, López es su fiel intérprete pintor. Su lápiz ha producido hermosos trabajos y hoy está sólo marcando un compás de espera, para volar a España y allí perfeccionar sus conocimientos pictóricos y consagrar su nombre y el de su patria.

## Formación y desarrollo
Rafael Alberto estudió en la Escuela de Artes Aplicadas de la Universidad de Chile, y expuso constantemente, desde 1926, en el Salón Oficial del Museo Nacional de Bellas Artes (Chile). 
El investigador Pedro Álvarez Casseli, relató que en 1928, debido a que el ministro de Educación Pública Pablo Ramírez cerró la Academia de Bellas Artes, como medida compensatoria, envió a 30 artistas a perfeccionarse a Europa. "La idea era romper los antiguos esquemas de la Academia de Bellas Artes y asimilar nuevas técnicas y conocimientos en el viejo continente."

"(...) Julio Ortiz de Zárate viajó nuevamente junto a Camilo Mori, Jorge Letelier, Isaías Cabezón y otros profesores becados, a los que se sumó un grupo de alumnos jóvenes también premiados por la "gracia" del Ministro "Ramírez. Entre ellos podemos mencionar a Inés Puyó, Héctor Cáceres, Oscar Millán, Armando Lira y Rafael Alberto López. (...)".

Como indicó el investigador Eduardo Castillo Espinoza, en marzo de 1928 fue becado para Europa y estudió litografía, gráfica, ilustraciones, caricaturas, xilografías, linografías, encuadernación y cartonaje en Francia, Italia y Alemania.
Para la muestra chilena en la Exposición Iberoamericana de Sevilla de 1929, diseñó la emblemática portadilla para el catálogo “Chile en Sevilla”. Además, en ese mismo evento obtuvo la 2ª medalla.
Regresó a Chile en 1931, y ese mismo año expuso tres pinturas en el Salón de los Independientes del Museo Nacional de Bellas Artes. Como indica Eduardo Castillo, varios de los becados a Europa, luego pasaron a integrar el cuerpo de profesores de la Escuela de Arte Aplicadas: Julio Ortiz de Zarate, Héctor Cáceres, Augusto Eguiluz, Rafael Alberto López, Gustavo Carrasco y Emilia Ladrón de Guevara.

## Consolidación
Rafael Alberto desarrolló una extensa trayectoria como académico de la Escuela de Artes Aplicadas. Fue amigo del poeta antofagastino Andrés Sabella, quien por esos años vivía en Santiago. Sobre el artista gráfico, Sabella dijo: 

"Atrapado por el periodismo, laboró en la capital Rafael Alberto López (Rafael Alberto), con quien compartimos casa en Santiago, uno de los cuarteles de la bohemia universitaria de 1933. (…) López, retratista afortunado y dibujante certero, recorrió ejerciendo una cátedra en la Escuela de Artes Aplicadas de la Universidad de Chile. (…)

A largo de su vida, hizo incesantemente gráficas editoriales, como la portada para el libro “El país de los sueños” de Adolfo Montiel, en 1940, o para un número especial de la revista Pampa de 1965, que mostraba el muelle mecanizado de Tocopilla y el desierto con María Elena.
Rafael Alberto o Ral, dibujaba para las ediciones dominicales de la revista Don Fausto. También dibujó para la revista Zig-Zag, exponiendo en una gran exposición de los artistas de esa publicación periódica, en 1948. Además, realizó trabajos para la revista Okey.
Según el Diccionario Biográfico de Chile, fue director artístico de “El Diario Ilustrado” y del diario “La Nación” y, desde 1944, fue profesor de litografía de la Escuela de Artes Aplicadas de la Universidad de Chile. Además, fue miembro de la Sociedad Afichista de Chile.
Respecto de su trayectoria en la Escuela de Artes Aplicadas, el investigador Eduardo Castillo, indicó que López fue contratado a tiempo completo recién a partir de 1944, y que a inicios de la década del 50 enseñaba periodismo gráfico. Respecto de las contribuciones de los profesores, Castillo manifestó:

"El listado de profesores (...) delata algunos rasgos claves, que se tornaraán más evidentes durante las dos últimas décadas del plantel (los años 50-60); primero, el aporte de europeos o sus descendientes (Margarita Johow, Andrea Feller, Alicia Blanche, Ernst Bodenhöfer, Pierre Peytoureaux, José Caracci, Antonio Corsi, José Perotti, Rómulo Tonti, Luis Münzenmayer); segundo, la presencia de los arquitectos (Ventura Galván, Simón Perelman, Fernando Caracci, Sandalio Valdebenito); tercero, la presencia escueta de los viajeros del 28 (Emilia Ladrón de Guevara, Rafael Alberto López, Augusto Eguiluz, Héctor Cáceres, Gustavo Carrasco); cuarto, la inclusión de los artesanos en la docencia (Arauco Villalón, Víctor Abrigo, Pedro Bascuñan, Guillermo Brito)."

## Matrimonio y descendencia
Estuvo casado con Marta González con quien tuvo tres hijos: Rodrigo, María del Rocío y Alonso Alberto.